# 内藤一雄
内藤 一雄（ないとう かずお、1946年10月2日 - ）は、東京都出身の元調教助手・元調教師。

## 経歴
獣医師の免許を取得した後、父である内藤潔厩舎の調教助手となり、1977年に調教師免許を取得 。
開業当時は、医学的に馬を看ることができた調教師の数は少なく、調教師会きっての理論派として知られた存在となる。
1978年に開業し、自身の開業と同時に大江原隆が所属騎手としてデビュー。6月17日の中山第1競走アラブ系3歳未勝利・プレイメイト（10頭中3着）で初出走を果たし、同馬で2戦目となる7月2日の中山第1競走が2着、3戦目となる7月15日の新潟第1競走で初勝利を挙げるが、全て手綱は大江原の兄である大江原哲であった。初勝利と同日の新潟第3競走3歳新馬ではミラーグロスを坂井千明騎乗で出走させて連勝し、初年度はこの2勝に終わる。10月にはミラーグロスを吉永正人騎乗で京成杯3歳ステークス（11頭中9着）に出走させ、重賞初出走を記録。
2年目の1979年にはプレイメイトが大江原が騎乗した6月2日の東京第6競走アラブステークスで初の特別勝ちをもたらし、徳吉一己騎乗ではセイユウ記念2着→アラブ王冠3着と重賞でも続けて好走。
1979年は7勝、3年目の1980年には9勝、1981年には初の2桁勝利となる10勝をマーク。
1982年にはタニノチカラ産駒ジャイアンツシチーが京王杯オータムハンデキャップでジュウジアローの3着に入り、2年連続2桁勝利となる10勝をマーク。
1983年にはホークスポートが目黒記念（秋）でモンテファストの2着に入り、1984年には2年ぶりの2桁となる15勝をマークし、1989年まで6年連続2桁勝利を記録。
1985年にはサクラショウリ産駒サクラトモエオーが小島太から柴田政人に乗り替わった2戦目の新馬に勝利し、その後も柴田とのコンビで暮れの万両賞（400万下）、明けて1986年正月のジュニアカップと年またぎでの3連勝を決める。弥生賞では2番人気に支持されたが、ダイシンフブキ・ダイナコスモス・ニッポーテイオー・アサヒエンペラーに次ぐ5着に終わった。
1987年にはドルサスポートが岡部幸雄でダイヤモンドステークスを制して重賞初勝利を挙げるが、ダイヤモンドSが行われた1月31日はメインの前の第3競走4歳未勝利・エプソムチェリー、第6競走4歳新馬・スバルスポートでも勝利していたため1日3勝となった。秋はバンブーアトラス産駒ストロングレディーが的場均とのコンビでクイーンステークスを制して重賞2勝目を挙げ、エリザベス女王杯ではタレンティドガールの5着に入り、自己最多の29勝をマーク。
1988年にはストロングレディーが中山牝馬ステークス2着・新潟大賞典3着、カネミノブ産駒マークラブがカブトヤマ記念4着に入った。
1990年にはアサクサキャリアが函館記念でラッキーゲランの2着に入り、後にナムラクレセントの母となるサクラコミナが2勝したが、5勝に終わる。
1991年には競馬学校7期生の徳吉孝士が所属騎手としてデビューし、ミスターシービー産駒シービーキャンディがフラワーカップ3着に入った。
1996年には一時転厩中のトロットサンダーが東京新聞杯を制して重賞3勝目を挙げるが、結局これが最後の重賞勝利となった。
調教師間でも一目置かれ、日本調教師会・労務担当関東本部のトップを20年以上も務め、春闘などで厩務員や助手などと、調教師会の調整をする立場を長年にわたって続けてきた。
自厩舎の馬でも他厩舎でも、調教へ向かう時に厩舎から出た一歩目を見て好不調を言い当てたほどの相馬眼を持ち、一般のマスコミに対しては意図して強気なコメントを殆ど発しなかったため、管理馬が波乱を起こすことも多々あった。
2006年からはキングヘイロー産駒ムラマサノヨートーが活躍し、同年7月に福島芝1200mでデビューしピンクカメオの4着。2戦目の新潟ダート1200mで中団追走から3角で徐々に進出し、最内から伸びた10番人気リッシンボスを1.1/4馬身抑え、人気に応えて初勝利を挙げた。約5ヶ月休養後の4走は続けて着外に敗れ、デビュー以来2度目の芝となった2007年3月の中山マイル戦は単勝56.6倍の12番人気であったが、2番手追走から直線に入り抜け出すと、4番人気マイネヴェロナに1.1/4馬身差をつけ快勝。18番人気のNHKマイルカップでは道中後方3〜4番手から直線馬群を割って脚を伸ばし、一旦先頭に立ったローレルゲレイロの真後ろから追い込み、外から全てを飲み込んだ17番人気ピンクカメオの3着に入り、当時の重賞最高配当記録となる3連単973万9870円という超高配当の立役者となった。
2008年9月27日の札幌第12競走十勝岳特別・ダッシュアキチャンが最後の勝利、11月15日の京都ハイジャンプ・クリノダイマオー（14頭中14着）が最後の重賞出走となった。
11月16日の東京第8競走3歳以上1000万下・ダッシュアキチャン（8頭中8着）が最後の出走となり、同20日をもって勇退。
現在は馬券予想会社「ホースメン会議」の予想陣に加わっている。

## 調教師成績
| 通算成績 | 1着 | 2着 | 3着 | 4着以下 | 出走回数 | 勝率 | 連対率 |
| -------- | --- | --- | --- | ------- | -------- | ---- | ------ |
| 平地     | 289 | 339 | 341 | 3506    | 4475     | .065 | .140   |
| 障害     | 10  | 10  | 11  | 71      | 102      | .098 | .196   |
| 計       | 299 | 349 | 352 | 3577    | 4577     | .065 | .142   |

主な管理馬
- ドルサスポート（1987年ダイヤモンドステークス）
- ストロングレディー（1987年クイーンステークス）
- トロットサンダー（1996年東京新聞杯）

## 主な厩舎所属者
※括弧内は厩舎所属期間と所属中の職分。
- 徳吉孝士（1991年 - ? 騎手）
- 加藤征弘（1996年 - 1997年 調教助手）